# 金厙橋駅
金厙橋駅（きんしゃきょうえき）は、中華人民共和国 江蘇省蘇州市に位置する蘇州地下鉄3号線と5号線の駅である。

## 歴史
- 2019年12月25日: 開業[1]。

## 隣の駅
蘇州地下鉄
■ 3号線
東振路駅- 金厙橋駅 -李公堤西駅
■ 5号線
黄天蕩駅- 金厙橋駅 -星波街駅